# Yolanda Carenzo
Yolanda Pérez de Carenzo (San Salvador de Jujuy, 16 de febrero de 1902 - Mendoza, 20 de noviembre de 1968) fue una pianista, compositora y poetisa argentina.

## Biografía
La “Niña Yolanda”, como se la conoció entre sus vecinos y amigos, era hija del dos veces gobernador de la provincia de Jujuy, don Pedro José Pérez.
Dio muestras de su talento interpretativo en los ciclos de conciertos por Radio Municipal de Buenos Aires en 1936, o en los teatros de Salta, Tucumán, San Juan y Mendoza.
Yolanda Carenzo solía organizar en su casa, ya fuera en Yala, en una antigua mansión colonial, o bien en Mendoza, veladas artísticas con sus amigos, algunos afamados artistas como Gabriela Mistral, Carlos Guastavino, Andrés Chazarreta, Jorge Calvetti, Jaime Torres, Domingo Cura, Eduardo Falú, el Cuchi Leguizamón, Manuel Castilla, Ariel Ramírez, Pablo Neruda, Juan Carlos y Jaime Dávalos, etc. El Cuchi y Manuel Castilla le dedicaron en su 50 cumpleaños la “Zamba de Lozano”. Atahualpa Yupanqui permaneció escondido en su casa cuando sufrió persecución por el peronismo en los años 50. Trabó amistad con artistas del folclore o de la música clásica, que eran bien venidos a estas veladas: Mercedes Sosa, Julio de Caro, el Enrique "Mono" Villegas, Agustín Lara, Pedro Vargas, o bien Alberto Williams, Claudio Arrau, Witold Malcuzynski, Narciso Yepes o Flora Nudelman.

”Ramito de albahaca, Niña Yolanda ¿dónde andará? Atrás se quedó alumbrando, su claridad...”
Zamba de Lozano, letra de Manuel J. Castilla.

Yolanda de Carenzo falleció el 20 de noviembre de 1968. Desde 1995 se celebra todos los años, en noviembre, en el anfiteatro construido en su finca un festival musical en homenaje a la Carenzo, “La serenata a la Niña Yolanda”.

## Composiciones musicales
- Amanecer en Lozano
- La Caja
- Bailecito de la puna
- Zamba de Yala
- La amorosa

## Poemas
- Amanecer
- Siesta
- Marcha fúnebre
- Arroyito Yutumayo